# Igor Vovkovinskiy
Igor Vovkovinskiy (en ukrainien : Ігор Вовковинський, né le 18 septembre 1982 à Bar (Ukraine) et mort le 20 août 2021 à Rochester (États-Unis), aussi connu sous le nom d'Igor Ladan, est une personnalité ukraino-américaine, en son temps la personne vivante la plus grande des États-Unis.

## Biographie
En 1989, sa mère Svitlana, lui et son frère aîné Oleg s'installent aux États-Unis (Rochester, Minnesota). Il souffre déjà d'acromégalie. Elle réussit à collecter des fonds pour l'opération et le traitement dont Igor avait besoin à cette époque, à la Mayo Clinic. À cette époque, il atteint une hauteur de 182 centimètres et pèse plus de 90 kilogrammes.
En 2010, il est reconnu comme le résident le plus grand des États-Unis. L'année précédente, il acquiert une popularité comme le "plus grand partisan" lors de la campagne électorale de Barack Obama.
En 2012, Reebok lui offre trois paires de baskets d'une valeur de 25 000 $ chacune. Les baskets pour l'Ukrainien sont ornées d'un trident et de l'inscription ukrainien : Ігор.
Il participe à la prestation de l'Ukraine au Concours Eurovision de la chanson 2013, la chanson Gravity, interprétée par Zlata Ognévitch, qu'il porte sur scène.
En 2019, il déclare sur sa chaîne YouTube suivre un traitement pour une maladie cardiaque. Vovkovinskiy est hospitalisé pour une pathologie cardiaque et finit par mourir.